# グエン・バン・コク
グエン・バン・コク（ベトナム語：Nguyễn Văn Cốc / 阮文谷, 1943年 - ）は北ベトナム空軍のパイロットである。ベトナム戦争でエース・パイロットとなった。最終階級は中将。

## 生涯
ハノイの北のバクザン省に生まれた。5歳の時、ベトミンのメンバーであった父親と叔父がフランス軍に殺された。フランスとのトラブルを恐れて母親は、家族をつれてチュー空軍基地の近くに移り住んだことによって、グエンは航空機に興味を持つことになった。
バクザンの学校を出た後、1961年にベトナム人民空軍（VPAF：Vietnamese People's Air Force）に入隊し、ハイフォンの基地で訓練を受けた後4年間、ソビエトのバタイスク空軍基地、クラスノドフ空軍基地で訓練を受け、120人の訓練生のうちMiG-17のパイロットの教程を終えた7人のうちの一人になった。921戦闘機部隊で勤務した後、再びソ連でMiG-21と複座のMiG-21Uへの転換訓練を受けて、1965年6月に921戦闘機部隊に戻った。1965年12月から作戦任務に参加した。
1967年1月2日に、アメリカ空軍がF-105戦闘爆撃機の爆撃行動を装って、北ベトナム空軍機をおびき出して空戦装備のF-4によって撃墜された5人のパイロットの1人となったが、全員、安全に脱出した。
9機の撃墜記録はMIG-21PFで行い、赤外線追尾のR-3S アトールミサイルで撃墜した。
1969年には勲章を受勲した。1968年にアメリカ軍のローリング・サンダー作戦が停止されると戦闘への参加はなくなり、実戦部隊から訓練部隊の教官に転じた。訓練したパイロットには1972年に5機を撃墜したグエン・ドゥク・ソアトがいる。
ベトナム戦争が終わったあとも北ベトナム空軍に留まったが、2002年に健康を害して退役した。

## 撃墜記録
ベトナム戦争中にグエン・バン・コクが撃墜したとされる機体は9機が確認されている。9機のうち7機はアメリカ空軍も確認しているが、損害が地対空ミサイルによるものか空戦による撃墜によるものかはしばしば明確にできない。コクは1967年11月と12月にF-4とF-105を撃墜したと主張したが、アメリカ軍に対応する損害は記録されていない。
9機の内訳は　F-105D、3機　、F-4D、2機　F-105F、F102A、F-4B、OV-10各1機であり、その他に無人機AQM-34を撃墜している。